# (68448) Sidneywolff
(68448) Sidneywolff (2001 SW4) – planetoida z pasa głównego asteroid okrążająca Słońce w ciągu 3,46 lat w średniej odległości 2,29 j.a. Odkryta 18 września 2001 roku.